# San Giuseppe dei Falegnami (diaconia)
San Giuseppe dei Falegnami (in latino: Titulus Sancti Iosephi Lignariorum) è una diaconia istituita da papa Benedetto XVI il 18 febbraio 2012. La diaconia insiste sulla chiesa di San Giuseppe dei Falegnami.

## Titolari
- Francesco Coccopalmerio (18 febbraio 2012 - 4 marzo 2022); titolo pro hac vice dal 4 marzo 2022